# Khisor
Khisor (Khasor) són unes muntanyes del Pakistan a la regió de Dera Ismail Khan al Panjab (Pakistan) també conegudes com a Rattah Roh o en anglès Red Hills (Muntanyes Roges). L'Indus rega la seva part oriental durant 40 km, des d'Isa Khel a Chura, després de lo qual les muntanyes s'orienten lleugerament a l'oest i van paral·leles a les Shaikh Budin Hills, de les que estan separades per la vall de Paniala amb una amplada mitjana de 8 km, fins a acabar a Paniala a uns 26 km de l'Indus.
Hi ha considerables ruïnes de dues fortaleses hindús, una a uns 14 km al sud del riu Kurram i l'altra al costat del poble de Bilot, anomenades totes dues Kafir Kot (Fort dels Infidels). A Bilot hi ha un santuari d'un santó sàyyid, els descendents del qual, els Makhdum de Bilot, van heretar la condició de santedat.
Hi ha alguns torrents, destacant el de Garoba a prop de Kirri Khisor, que permetien alguns cultius limitats. La llargada total és de 80 km i l'amplada d'uns 9 o 10 km. L'altura varia entre 600 i 1.100 metres.